# Battaglia di Amorgo
La battaglia di Amorgo fu una tra le battaglie navali della guerra lamiaca (323-322 a.C.) combattuta tra la flotta macedone al comando di Clito il Bianco e quella ateniese al comando di Evezione. Anche se della battaglia si conoscono pochi dettagli, gli Ateniesi, nonostante le contenute perdite, furono nettamente sconfitti. La sconfitta segnò il definitivo tracollo della già labile talassocrazia ateniese.

## Antefatti

### Il decreto degli esuli
Nel 323 a.C. numerosi città-stato greche della lega di Corinto si ribellarono contro la Macedonia, in seguito alla morte di Alessandro Magno. Le città greche infatti, non avevano mai accettato il fatto di essere suddite della Macedonia, che aveva imposto il suo comando con le armi, ma fu soprattutto uno delle ultime leggi di Alessandro, il decreto degli esuli (324 a.C.), che ebbe molti risentimenti in Grecia, in particolar modo ad Atene, che iniziò ad armarsi ancor prima della morte di Alessandro. Il decreto degli esuli, che stabiliva il ritorno di tutti gli esuli e la concessione della cittadinanza e delle proprietà, fu percepito in Grecia come una violazione dell'autonomia che Alessandro aveva concesso. Per gli Ateniesi il rispetto del decreto avrebbe significato la perdita del controllo di Samo, alleata dal 366 a.C., dove i cleruchi ateniesi avrebbero dovuto riconsegnare agli esuli i propri terreni. Perciò, gli Ateniesi si rifiutarono di sottostare alle condizioni del decreto e fecero prigionieri gli esuli di Samo.

### Le prime battaglie
Sebbene Atene non fosse quella periclea del V secolo a.C., la città disponeva ancora di grandi risorse finanziarie nonché una buona flotta (tra 240 e 400 navi). In seguito alla notizia della morte di Alessandro, Atene ebbe un ruolo di primo piano nell'incitare e nell'organizzare le città-stato greche alla rivolta. Dapprima le forze greche vinsero quelle beote pro-macedoni e costrinsero Antipatro, viceré di Macedonia, a ritirarsi a Lamia, dove fu messo sotto assedio. Qui chiese rinforzi navali e terrestri a tutto l'impero macedone; rinforzi che non tardarono ad arrivare al comando di Clito il Bianco. Intercettata la notizia, gli Ateniesi armarono le navi e, al comando di Evezione, attraverso il mar Egeo per fronteggiare le forze macedoni.

## Svolgimento

### Le fonti
Le due principali fonti primarie sulla battaglia sono Diodoro Siculo e, in minor misura, Plutarco; esse però, nella loro narrazione, sono spesso concise e ambigue non solo sul luogo della battaglia, ma anche sul numero degli effettivi. Riguardo allo svolgimento della battaglia, Diodoro Siculo riporta soltanto che «Cleito era il comandante della flotta macedone, che contava 240 navi. Attaccando battaglia all'ammiraglio ateniese Evezione, Cleito lo sconfisse in due battaglie e distrusse un gran numero di navi nei pressi delle isole chiamate Echinadi». Il Marmor Parium, a differenza di Diodoro, parla di una battaglia avvenuta nei pressi di Amorgo intorno al 320 a.C.
Da Diodoro non si riesce a capire se le battaglie effettivamente disputate fossero state due o tre. La tradizionale successione degli eventi è questa: dapprima, secondo le iscrizioni, ci fu una battaglia presso l'Ellesponto vinta dai Macedoni, che permise loro di passare in Europa. Dopo un'altra battaglia (quella di Amorgo), successe la battaglia delle Echinadi. Secondo Bosworth, Diodoro, nella sua opera, non avrebbe dato un riassunto di tutta la campagna navale, ma avrebbe solamente riferito della battaglia avvenuta alle Echinadi. Secondo questa teoria, la battaglia di Amorgo sarebbe l'ultima disputata.

### Lo svolgimento
Secondo numerosi studiosi, Clito avrebbe preso il comando della flotta solamente dopo le battaglie avvenute presso l'Ellesponto, poiché probabilmente proveniva da sud-est. Così si risulterebbe vera la testimonianza di Diodoro, secondo il quale egli combatté due, non tre, battaglie (quella di Amorgo e quella delle Echinadi). In ogni caso, resta comunque certo il vantaggio numerico che la flotta di Clito ebbe su quella greca. Nonostante la discreta disponibilità di navi, come già detto, gli Ateniesi riuscirono a trovare sufficiente equipaggio per il funzionamento di 170 di esse, comprese le due quinqueremi e le quadriremi disponibili.
Secondo il Marmor Parium, la battaglia si svolse sul finire dell'arcontato di Cefisodoro, cioè verso maggio o giugno del 322 a.C. o forse, come propone N. G. Ashton (The Annual of the British School at Athens 172, 1977, pp. 10–11) intorno al 27 o 28 luglio dello stesso anno. Questa battaglia è stata spesso descritta come "la decisiva della guerra lamiaca". Gli Ateniesi furono nettamente sconfitti, anche se le loro perdite non dovettero essere molto pesanti: Plutarco scrive che Clito, dopo aver affondato tre o quattro navi, si presentò come Poseidone, dio dei mari, lasciando così agli Ateniesi la possibilità di ritirarsi e di trainare i relitti. Infatti, le contenute perdite convinsero gli sconfitti di diffondere la notizia di una vittoria, a cui seguirono feste per la durata di due o tre giorni fino a quando la flotta di Clito non sopraggiunse. La versione di Plutarco, secondo John R. Hale, può essere ritenuta veritiera se Evezione si fosse arreso subito dopo l'inizio della battaglia e i Macedoni avessero rinunciato ad inseguirli. La presunta ritirata può essere spiegata dalla ritrosia degli aristocratici ateniesi più influenti nei confronti della guerra con la Macedonia.

## Conseguenze
Successivamente alla sconfitta di Amorgo, i Macedoni trionfarono nuovamente nella battaglia di Crannone sui greci, che dovettero stipulare la pace con i Macedoni.